# Logan Fontenelle
Logan Fontenelle (1825-1855) est un chef, interprète et négociateur de la tribu Omaha. Il est le fils d'un trappeur d'origine créole française de La Nouvelle-Orléans, Lucien Fontenelle et d'une femme de la tribu Omaha, fille du chef Big Elk. Les Américains de descendance européenne croyaient qu'il était un chef, mais ce n'était pas réellement le cas, car la transmission de ce titre est patrilinéaire.

## Biographie
Fils de Lucien Fontenelle, un trappeur et commerçant en fourrures francophone travaillant pour la Compagnie des fourrures du Missouri (Missouri Fur Company) et d'une Amérindienne, fille du chef Big Elk de la tribu Omaha, Logan Fontenelle naît le 6 mai 1825 au Fort Atkinson (en) (Nebraska). Il est l'aîné de cinq enfants (quatre fils et une fille). Alors qu'il est en âge scolaire, son père qui est responsable d'un poste de traite, le Fontenelle's Post (en) qui deviendra plus tard Bellevue (Nebraska), l'envoie faire ses études dans une école privée près de Saint-Louis où il apprend l'anglais. Puis Logan Fontenelle rejoint sa famille à Fort Laramie en 1837 et peu après, toute la famille retourne près des Omahas, à Bellevue où le père, Lucien Fontenelle meurt en 1840.

## Négociations de traités
En 1854, les Omahas désignent sept chefs pour accompagner l'agent fédéral James M. Gatewood à Washington et conclure les négociations : Joseph LaFlesche (Iron Eye), Two Grizzly Bears, Standing Hawk, Little Chief, Village Maker, Noise et Yellow Smoke. Logan Fontenelle et Louis Saunsouci les accompagnent en tant qu'interprètes.

## Mort

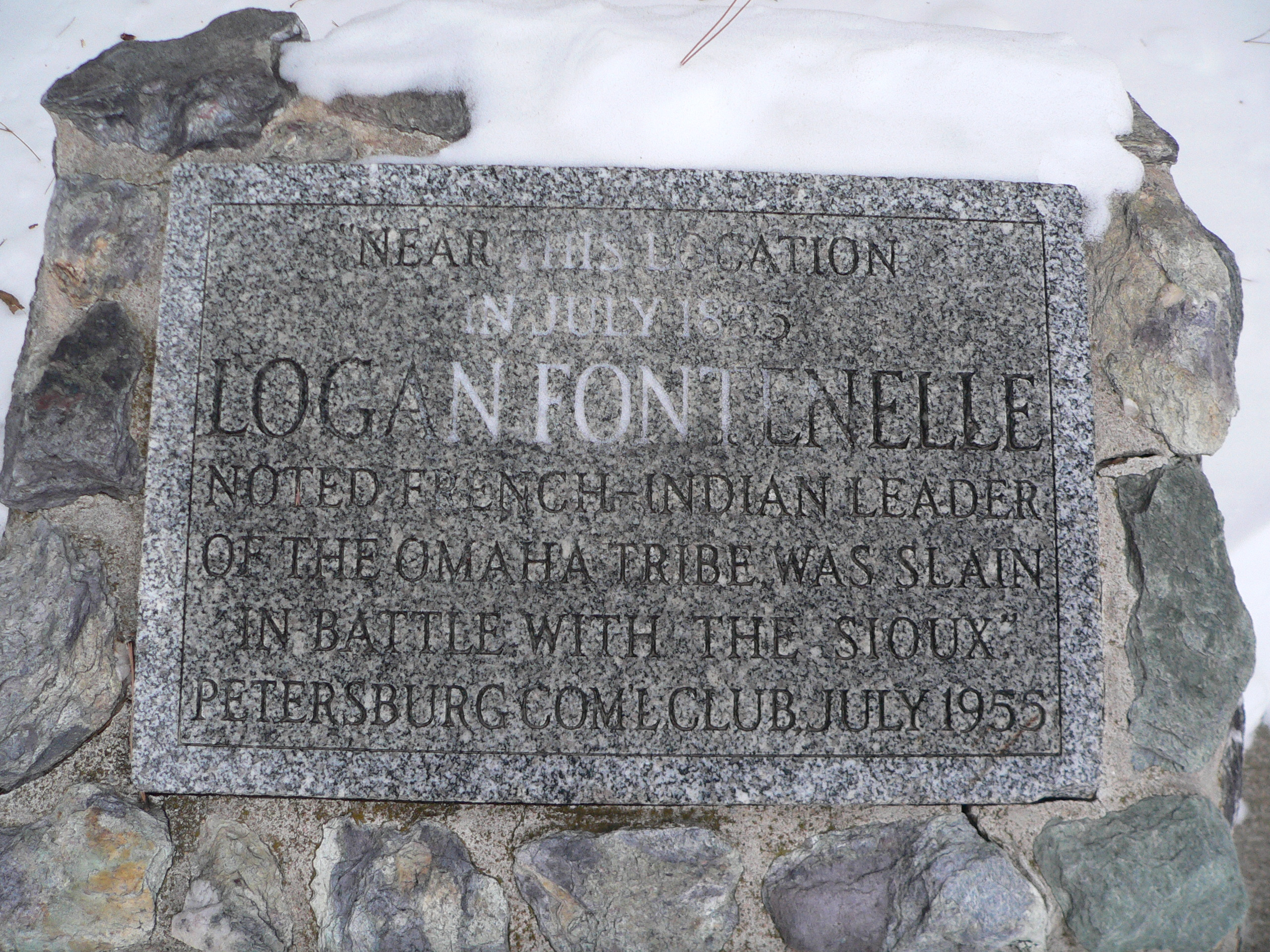
Monument à Petersburg (Nebraska) commémorant la mort de Logan Fontenelle.

Le 16 ou le 17 juillet 1855, alors qu'il chasse le bison avec des membres de la tribu Omaha, à Beaver Creek (près de l'actuel comté de Boone, Nebraska), le groupe de chasseurs est attaqué par un groupe de Sioux et Logan Fontenelle est tué puis scalpé par les assaillants. Ces derniers sont repoussés et les chasseurs ramènent son corps à Bellevue où il est enterré.

## Postérité
- Forêt de Fontenelle (en) à Bellevue ;
- Fontanelle dans le comté de Washington ;
- Logan Creek (en omaha : Taspóⁿhi báte wachʰíshka) un ruisseau des comtés de Cedar, Dixon, Thurston, Cuming, Burt et Dodge au Nebraska.
- L'Hotel Fontenelle (en), un grand hôtel à Omaha (1914/1915-1983) ;
- Logan Fontenelle Housing Project (en), Omaha ;
- La Fontenelle Elementary School Omaha et la Logan Fontenelle Middle School (en), Bellevue ;
- Un monument est érigé en l'honneur de Logan Fontenelle à Petersburg, près du lieu de sa mort[6].